# Han Jian
Dans ce nom, le nom de famille, Han, précède le nom personnel.
Han Jian, né le 6 juin 1956 dans le Liaoning, est un joueur chinois de badminton.

## Carrière
Il remporte la médaille d'or en simple aux Jeux asiatiques de 1982 et aux Championnats du monde de badminton 1985 ; il est aussi médaillé de bronze en simple aux  Championnats du monde de badminton 1983.